# سینما فرهنگ (فولادشهر)
سینما فرهنگ یک سینما در شهر فولادشهر، ایران است.
این سینما که در سال ۱۳۵۴ تأسیس شده هم‌اکنون متعلق به حوزه هنری می‌باشد و دارای ۳ سالن می‌باشد.